# Orłan-30
Orłan-30 (ros. Орлан-30) – rosyjski wojskowy dron przeznaczony do rozpoznania i kierowaniem ogniem artylerii, znajdujący się na wyposażeniu Sił Zbrojnych Federacji Rosyjskiej.

## Historia
Dron powstał jako rozwinięcie modelu Orłan-10. Konstruktorzy ze Specjalnego Centrum Technologicznego (ros. OOO Специальный технологический центр) skupili się na wprowadzeniu w kolejnej konstrukcji modyfikacji pozwalających na zwiększenie zasięgu lotu oraz masy przenoszonego ładunku. Wyposażenie przenoszone przez UAV miało pozwalać na fotografowanie i filmowanie terenu oraz naprowadzenie na cel samolotów oraz pocisków artyleryjskich, m.in. naprowadzanych laserowo 30F39 Krasnopol wystrzeliwanych przez 2S19 Msta-S. Zakładano również, że wyposażenie drona umożliwi jego wykorzystanie jako transponder sygnału pozwalający na sterowanie rojem dronów na duże odległości.
Moskiewski Instytut Badawczy „Poszukiwania” (ros. НИИ «Поиск») opracował laserowy wskaźnik celu o wadze około kilograma, który został zainstalowany w nowym dronie. Pozwala on na oświetlenie celu wiązką lasera oraz na bezpośrednie trafienie w niego pocisku Krasnopol lub innego pocisku naprowadzanego w ten sposób (m.in. wystrzeliwanych z moździerza 2B11 Sani, 2S9 Nona, 2S3 Akacja lub 2S4 Tulipan). W 2020 r. rosyjskie Ministerstwo Obrony ogłosiło zakończenie prób państwowych i przyjęcie Orłana-30 na wyposażenie armii Federacji Rosyjskiej. Produkcja seryjna i dostawa do jednostek wojskowych miała nastąpić w tym samym roku.
Dron jest sterowany przez dwóch operatorów: jeden odpowiada za kontrolę lotu, drugi zajmuje się obsługą przenoszonego wyposażenia. Informacje są pozyskiwane za pomocą kamer stabilizowanych żyroskopowo, pracujących w paśmie światła widzialnego i podczerwieni. Dane są przekazywane bezpośrednio do jednostek artylerii, lotnictwa i wojsk lądowych. Przy ustalaniu współrzędnych celów dron korzysta z nawigacji satelitarnej GLONASS i GPS
Orłan-30 został publicznie zaprezentowany na 14 Międzynarodowych Targach Lotnictwa i Kosmonautyki Aero India, które odbyły się w dniach 13–17 lutego 2023 r. w Bengaluru.

## Użycie bojowe
Dron został przetestowany podczas działań bojowych armii rosyjskiej w czasie wojny domowej w Syrii oraz użyty w ramach ćwiczeń Cetrum-2019. Kolejne użycie drona nastąpiło w czasie ataku Rosji na Ukrainę w 2022 r. W 2022 r. udokumentowano zestrzelenie dwóch Orłanów-30 nad terenem Ukrainy.